# Game & Watch
Game & Watch (igra i sat) ime je za niz dlanovnih elektroničkih LCD igara koje je izdala japanska tvrtka Nintendo 1980. Ovi mali strojevi imali su samo jednu igru, koja se mogla igrati na LCD zaslonu, te imali su sat i alarm. Ove igre je dizajnirao Gunpei Yokoi. On je 1979. godine, vozeći se vlakom, ugledao jednog poduzetnika kako se igra LCD kalkulatorom pritiskujući gumbe. Yokoi je tako došao na ideju kreiranja uređaja koji bi mogli imati sat i alarm zajedno s jednom minijaturnom igrom za ubijanje vremena. Zbog opće popularnosti ovih igrica konkurentne tvrtke počele su izbacivati slične igre čak i u SSSR-u.
Game & Watch igre imale su jednu manu i to je samo jedna igra tj. ograničenje je bio LCD ekran koji je imao otisnutu sliku igre.  Pojavom jeftinih matričnih LCD ekrana na tržištu, Nintendo je razvila novu igraću dlanovnu konzolu Game Boy koja je rabila i promjenjive silikonske kasete. Pojavom Game Boya prestala je proizvodnja Game & Watch elektroničkih igara (osim za kolekcionarske i obljetničke svrhe). Originalne igre koje je proizvela tvrtka Nintendo koje imaju svoju kutiju i u ispravnom je stanju danas može dostići visoku cijenu na tržištu antikvarne elektronike.
Prve igre iz porodice Game & Watch nazvane su Silver & Gold, i to zbog lima koji je bio korišten na licu igre (silver = srebro, gold = zlato).